# One UI Book
One UI Book은 삼성전자가 개발한 윈도우 기반 인터페이스이다. 갤럭시북에 최적화되어 있다.

## 버전
One UI Book 4.0: One UI Book의 첫 번째 버전이고 윈도우 11 기반 운영체제이다. 